# Jed Drew
Jed Drew, né le 29 août 2003 à Canberra en Australie, est un footballeur australien qui évolue au poste d'ailier droit au TSV Hartberg.

## Biographie

### En club
Né à Canberra en Australie, Jed Drew est notamment formé par le Blacktown City FC et le Sydney FC avant de rejoindre le Macarthur FC. En juin 2022 il signe son premier contrat professionnel avec le club. Il fait sa première apparition en professionnel le 30 juillet 2022, lors d'une rencontre de coupe d'Australie face au Magpies Crusaders. Il est titularisé lors de cette rencontre remportée par son équipe sur le score de six buts à zéro.
C'est avec le Macarthur FC qu'il joue son premier match de A-League, la première division australienne, face au Adélaïde United FC le 16 octobre 2022. Il entre en jeu à la place de Al Hassan Touré et son équipe s'impose sur le score de deux buts à zéro.
Le 2 février 2025, lors du mercato hivernal, Jed Drew rejoint le TSV Hartberg, en Autriche. Il signe un contrat courant jusqu'en juin 2028.

### En sélection
Jed Drew représente l'équipe d'Australie des moins de 20 ans. Avec cette sélection il est retenu pour participer à la coupe d'Asie des moins de 20 ans en 2023. Il joue quatre matchs et son équipe est battue en quarts de finale par l'Ouzbékistan après une séance de tirs aux but.